# Sarcophaga georgiana
Sarcophaga georgiana är en tvåvingeart som beskrevs av Carroll William Dodge 1966. Sarcophaga georgiana ingår i släktet Sarcophaga och familjen köttflugor. Inga underarter finns listade i Catalogue of Life.